# Crepidochares neblinae
Crepidochares neblinae är en fjärilsart som beskrevs av Davis 1990. Crepidochares neblinae ingår i släktet Crepidochares och familjen Eriocottidae. Inga underarter finns listade i Catalogue of Life.